# TZ da Coronel
Matheus de Araújo Santos (Cabo Frio, Rio de Janeiro, 6 de julho de 2001) mais conhecido pelo seu nome artístico TZ da Coronel, é um rapper, compositor e pugilista brasileiro. O nome TZ da Coronel vem do apelido de seu nome Matheuzinho e Coronel se refere à rua na qual o rapper foi criado. Ficou conhecido por canções como "Poesia Acústica 13" e "Essência de Cria". Lançou seu primeiro álbum "É O Trem!" em 2022.

## Biografia
TZ da Coronel iniciou a carreira em batalhas de rima no Morro do Limão, favela de Cabo Frio, no Rio de Janeiro, ainda em 2017.

## Carreira
TZ da Coronel iniciou sua carreira na música em 2019, quando lançou uma música chamada "No Meu Pescoço".
Ele lançou seu álbum de estreia, "É o Trem!" em 7 de março de 2022 pela gravadora Calli Cartel Record.
Em 2022, ele assinou com a Calli Cartel Records. Este foi seu primeiro contrato com uma gravadora e, em seu álbum de estreia, a Calli Cartel Records foi creditada em todas as músicas. Assinou com a Cúpula, vista em seu álbum "Dacoromode". Em entrevista à Billboard Brasil Hot 100, TZ da Coronel fala sobre sua criação da música "Qual é seu desejo?".
Em 2023, TZ da Coronel criou seu próprio selo, Cúpula, em associação com a The Orchard Brasil, distribuidora que faz parte do grupo Sony Music Entertainment. Direto da Selva é mais um disco sob o guarda-chuva do selo, que produz também projetos de amigos do músico.
Ele ganhou notoriedade em 2024, ao lançar "Qual é seu desejo?" em parceria com Ryu, the Runner. A faixa alcançou a posição #3 em alta no YouTube Brasil, #40 no YouTube Global e mais de um milhão de reproduções no Spotify nas primeiras 24 horas de lançamento. Além disso, "Qual é seu desejo?", alcançou a 1.ª posição na Billboard Brasil Hot 100, tornando-se sua primeira música a atingir essa conquista. Ele colaborou com outros artistas brasileiros notáveis, como MC Cabelinho, Veigh, Ryu, the Runner e Chefin. Ele também colaborou com o produtor brasileiro, Nagalli, em inúmeras ocasiões.
Em 2025, TZ começou a se aventurar no boxe, lutando na Fight Music Show, um evento de luta amadora entre famosos. Em sua primeira luta, o rapper enfrentou o ator Daniel Rocha, vencendo em apenas um minuto e treze segundos, após aplicar um nocaute.

## Estilo e gênero
A música de TZ da Coronel é fortemente influenciada pelo Hip-hop, rap e trap, junto com o gênero funk carioca, que é um gênero musical carioca que gira principalmente em torno do samba, Miami bass e hip-hop. Sua música costuma ter uma linha de baixo proeminente, o que é especialmente fácil de ouvir em sua música "Qual é seu desejo?". Uma boa parte de sua discografia tem letras explícitas, porém a quantidade de letras explícitas é comparável à de outros rappers convencionais. Seu álbum mais popular, "Dacoromode", apresentava principalmente hip-hop e rap.

## Discografia

### EP's
- Gênio (2022)

### Álbuns de estúdio
- É O Trem! (2022)
- Dacoromode (2023)
- Direto da Selva (2024)